# Eduardo Santos Montejo
Eduardo Santos Montejo (Bogotá, 28 d'agost de 1888 - 27 de març de 1974) fou un editor i polític colombià, membre actiu del Partit Liberal Colombià. Va ser el propietari del diari de Bogotà El Tiempo, i va servir com a President de Colòmbia des de l'agost de 1938 fins a l'agost de 1942, havent-hi estat elegit sense oposició. Fou el besoncle del 32è president de Colòmbia, Juan Manuel Santos Calderón (2010-2018) i del Vicepresident colombià anterior Francisco Santos Calderón (2002-2010).